# Les Verts Arc-en-ciel
Les Verts Arc-en-ciel (en italien : Verdi Arcobaleno, VA) est un parti politique italien de gauche, écologiste et écosocialiste, actif entre 1989 et 1990.

## Histoire
La fondation des Verts Arc-en-ciel intervient le 10 mai 1989, à six semaines des élections européennes. La nouvelle formation rassemble des représentants du courant « arc-en-ciel » de la Démocratie prolétarienne (DP) et des anciens du Parti radical (PR), ce dernier ayant renoncé peu avant à toute forme de compétition électorale. Avec 2,4 % des voix et deux députés européens, les VA se trouvent derrière le Parti social-démocrate italien (PSDI) — pilier du système partisan depuis 1948 — de seulement 115 000 voix.
En décembre 1990, Les Verts Arc-en-ciel approuvent la fusion avec la Fédération des listes vertes, créant la Fédération des Verts (FDV).

## Résultats électoraux

### Élections européennes
| Année | %    | Mandats | Rang | Groupe |
| ----- | ---- | ------- | ---- | ------ |
| 1989  | 2,39 | 2 / 81  | 8e   | Verts  |